# Lipoblasto

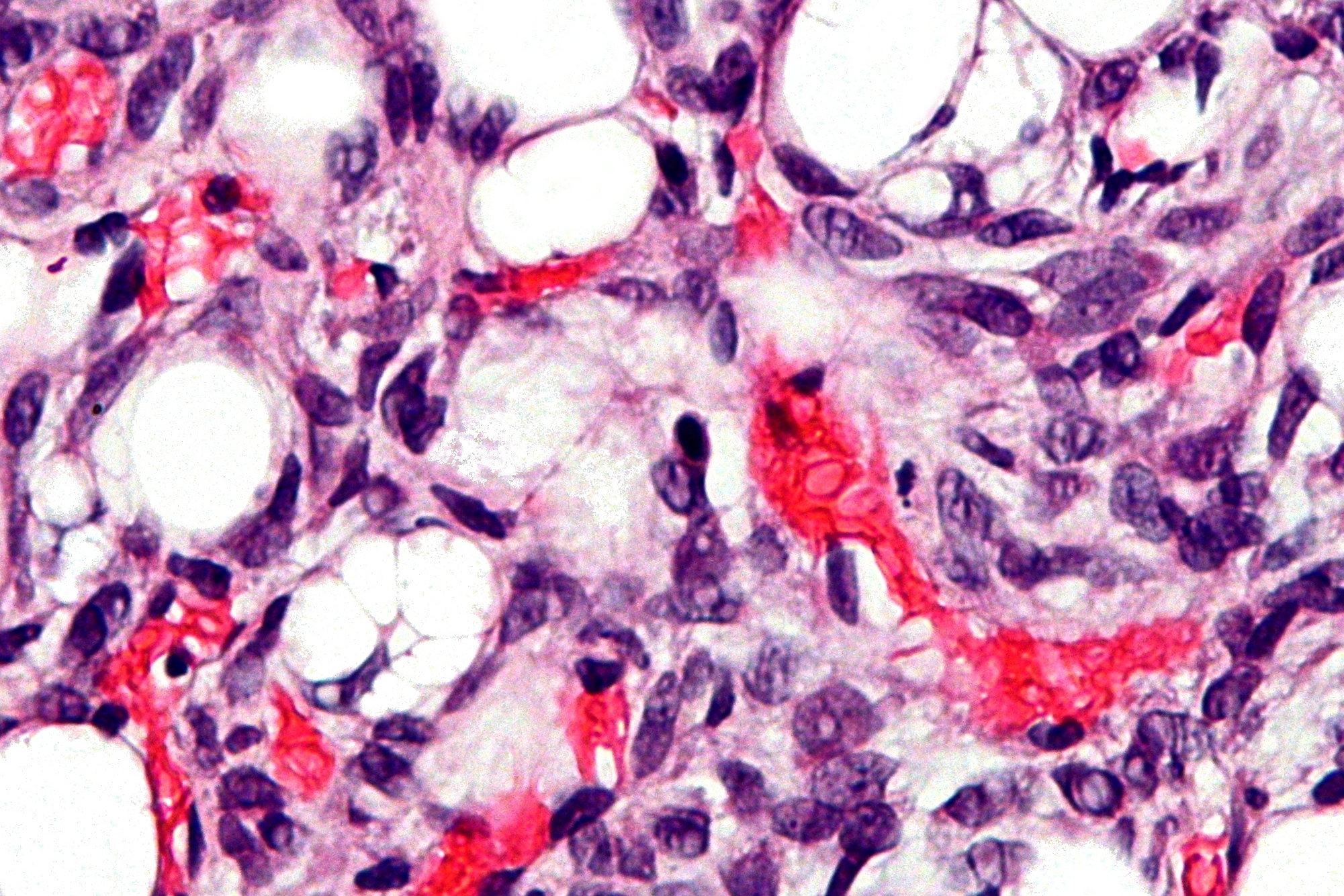
Micrografía que muestra un lipoblasto (parte inferior izquierda de la imagen) en un liposarcoma. Tinción de Hematoxilina-Eosina.

Un lipoblasto es una célula precursora de un adipocito.
También se conoce como adipoblasto o preadipocito.

Las etapas tempranas son casi indistinguibles de los fibroblastos.

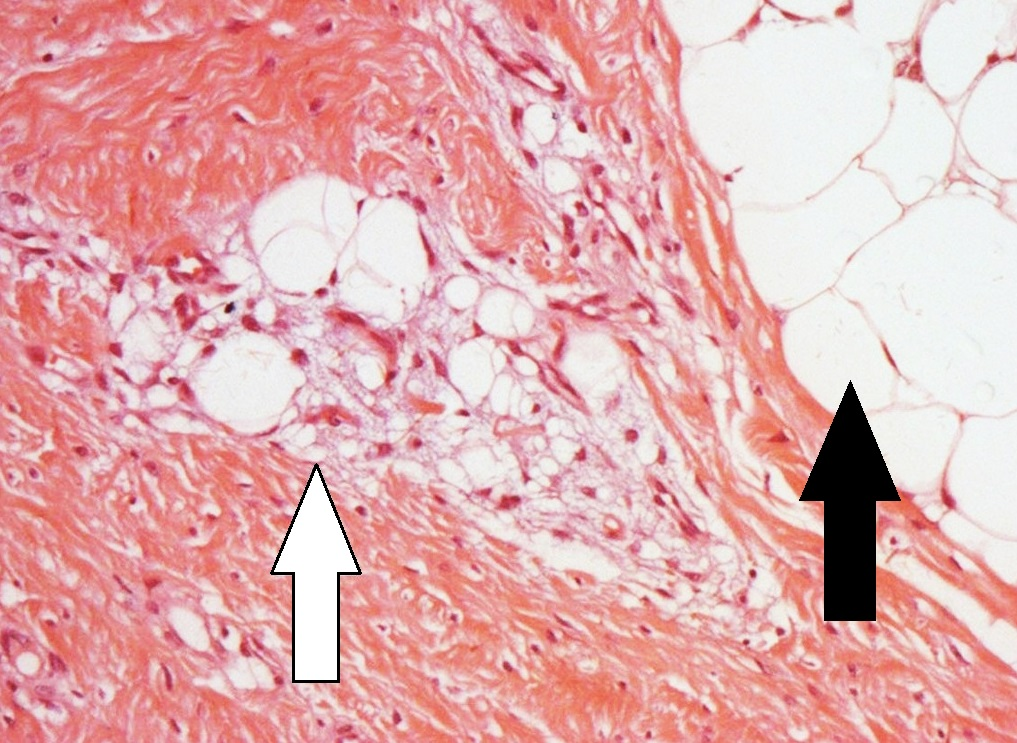
Lipoblastos (flecha blanca) y adipocitos (flecha negra), en un caso de lipoblastoma

## Liposarcoma
Los lipoblastos pueden verse en los liposarcomas y característicamente tienen un citoplasma abundante, claro y multivacuolado y un núcleo mellado y con tinción oscura (hipercromático).